# 122 Герда
122 Герда (енгл. 122 Gerda) је астероид са пречником од приближно 81,69 km.
Афел астероида је на удаљености од 3,346 астрономских јединица (АЈ) од Сунца, а перихел на 3,090 АЈ.
Ексцентрицитет орбите износи 0,039, инклинација (нагиб) орбите у односу на раван еклиптике 1,639 степени, а орбитални период износи 2109,192 дана (5,774 година).
Апсолутна магнитуда астероида је 7,87 а геометријски албедо 0,188.
Астероид је откривен 31. јула 1872. године.